# Dipartimento di Duékoué
Il dipartimento di Duékoué è un dipartimento della Costa d'Avorio situato nella regione di Guémon, distretto di Montagnes.
Nel censimento del 2021 è stata rilevata una popolazione di 420.911  abitanti.
Il dipartimento è suddiviso nelle sottoprefetture di Bagohouo, Duékoué, Gbapleu, Guéhiébly e Guézon.